# Kalamin
Kalamin er en zinkoxid med den kemiske formel (ZnOH)2SiO3, Stoffet forhandles ofte under navnet "zinkhvidt".